# Якуб Блащиковський
Я́куб Блащико́вський (пол. Jakub Błaszczykowski; нар. 14 грудня 1985, Трусколяси) — польський футболіст, що грав на позиції півзахисника. Відомий своїми виступами у складі краківської «Вісли» та дортмундської «Боруссії». Один з лідерів національної збірної Польщі за кількістю проведених матчів.

## Клубна кар'єра

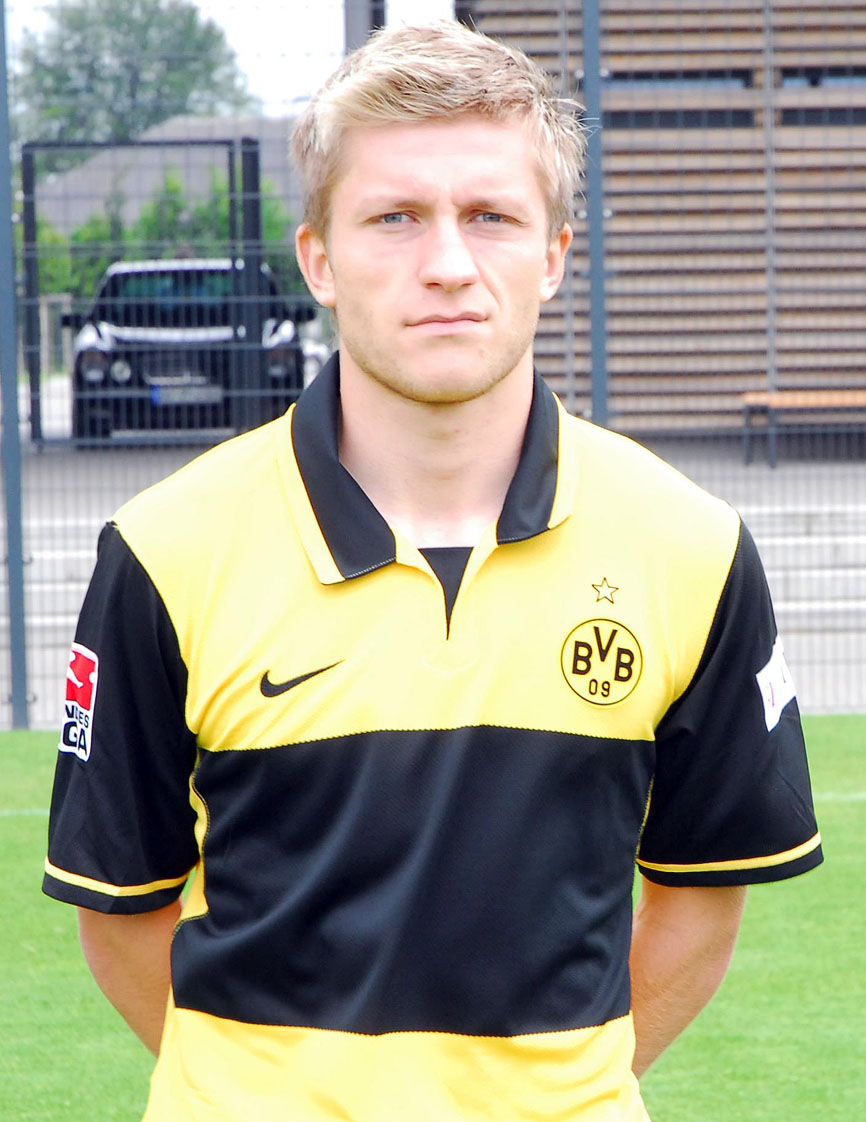
Якуб Блащиковський в складі «Боруссії» у 2007 році

Вихованець юнацьких команд футбольних клубів «Ракув» та «Гурник» (Забже).
У дорослому футболі дебютував 2003 року виступами за команду клубу «Ченстохова», в якій провів два сезони, взявши участь у 24 матчах чемпіонату. У складі «Ченстохови» був одним з головних бомбардирів команди, маючи середню результативність на рівні 0,46 голу за гру першості.
Своєю грою за цю команду привернув увагу представників тренерського штабу клубу «Вісла» (Краків), до складу якого приєднався 2005 року. Відіграв за команду з Кракова наступні два сезони своєї ігрової кар'єри. Більшість часу, проведеного у складі краківської «Вісли», був основним гравцем команди.
2007 року перейшов до дортмундської «Боруссії», кольори якої захищав протягом восьми сезонів, взявши участь у 252 матчах усіх турнірів і забивши в них 32 голи. У 2011 і 2012 роках двічі поспіль ставав чемпіоном Німеччини. Із сезону 2013/14 його ігровий час у «Боруссії» почав зменшуватися, а 2015 року він був відданий в оренду на сезон до італійської «Фіорентіни».
Повернувшись з оренди влітку 2016 року, погодився на перехід до «Вольфсбурга», якому трансфер поляка обійшовся в орієнотовні 5 мільйонів євро. Провівши за «Вольфсбург» один сезон в статусі гравця основного складу, у подальшому втратив місце в «основі» і з'являвся на полі епізодично.
У січні 2019 року, за півроку до завершення контракту, гравець і клуб погодилися його розірвати. Наступного місяця досвідчений півзахисник на правах вільного агента повернувся до краківської «Вісли».

## Виступи за збірні

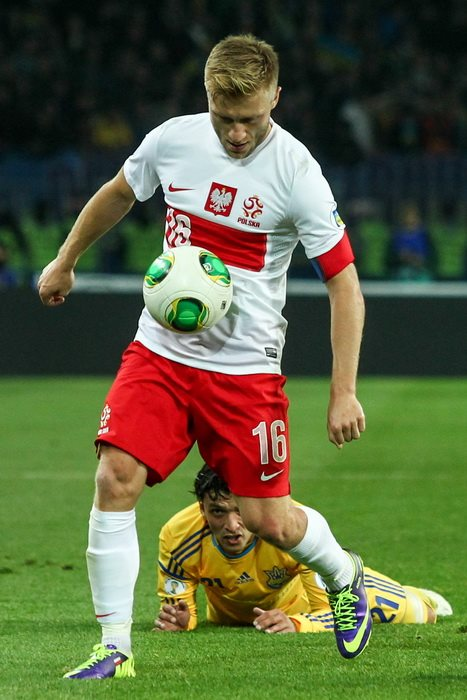
Якуб Блащиковський в складі збірної Польщі

2004 року дебютував у складі юнацької збірної Польщі, взяв участь у 8 іграх на юнацькому рівні.
Протягом 2005–2006 років залучався до складу молодіжної збірної Польщі. На молодіжному рівні зіграв у 3 офіційних матчах, забив 1 гол.
2006 року дебютував в офіційних матчах у складі національної збірної Польщі. Протягом наступних дванадцяти років був стабільним гравцем основного складу «кадри». Був її капітаном на домашньому для поляків Євро-2012, за чотири роки брав участь в усіх матчах своєї команди на Євро-2016, де вона вибула з боротьби лише на стадії чвертьфіналів.
На чемпіонаті світу 2018 року виходив на поле в одній грі, яка стала для нього ювілейною, сотою, у формі національної команди. Став лише третім в історії поляком, якому підкорилося таке досягнення. Того ж 2018 року провів свою 103-ій мачт за збірну Польщі, перевищивши показник Міхала Жевлакова і ставши рекордсменом за кількістю матчів у її складі. Шоправда наступного року його результат було перевищено Робертом Левандовським.

## Особисте життя
У дитинстві Блащиковський став свідком сімейної трагедії, яка сильно вплинула на його життя. У вересні 1996 року, коли йому було 10 років, його батько, який зловживав алкоголем, зарізав матір до смерті. Після того, як його батько потрапив у в'язницю, його та його старшого брата Давида виховувала бабуся. Він ненадовго кинув футбол, але за підтримки свого дядька, Єжи Бженчека, колишнього капітана національної збірної Польщі, він вирішив відновити тренування в «Ракуві» через два місяці. Блащиковський приписував свої успіхи своїй бабусі. Він присвячує кожен гол, який забиває, своїй матері, і його можна побачити, як він дивиться в небо під час святкування голу.
У 2024 році Якуб був сюжетом документального фільму під назвою «Куба», прем’єра якого відбулася 23 лютого на Prime Video.
7 вересня 2024 року відбувся спеціальний прощальний матч легенд «Боруссії» (Дортмунд), щоб віддати належне Блащиковському та його співвітчизнику Лукашу Піщеку, які допомогли сформувати одні з найуспішніших років в історії клубу між 2010 і 2015 роками. Матч спостерігав колишній тренер клубу Юрген Клопп і залучив понад 81 000 глядачів на Зігналь-Ідуна-Парк. Матч завершився перемогою команди Блащиковського з рахунком 5-4.

## Статистика виступів

### Статистика клубних виступів
Станом на 1 вересня 2020
| Сезон                  | Команда                | Чемпіонат              | Чемпіонат | Чемпіонат | Національний кубок | Національний кубок | Національний кубок | Континентальні кубки | Континентальні кубки | Континентальні кубки | Інші змагання | Інші змагання | Інші змагання | Усього | Усього |
| Сезон                  | Команда                | Ліга                   | Ігор      | Голів     | Ліга               | Ігор               | Голів              | Ліга                 | Ігор                 | Голів                | Ліга          | Ігор          | Голів         | Ігор   | Голів  |
| ---------------------- | ---------------------- | ---------------------- | --------- | --------- | ------------------ | ------------------ | ------------------ | -------------------- | -------------------- | -------------------- | ------------- | ------------- | ------------- | ------ | ------ |
| 2002–03                | «Ченстохова»           | IV                     | 2         | 0         | -                  | -                  | -                  | -                    | -                    | -                    | -             | -             | -             | 2      | 0      |
| 2003–04                | «Ченстохова»           | IV                     | 13        | 5         | -                  | -                  | -                  | -                    | -                    | -                    | -             | -             | -             | 13     | 5      |
| 2004-лют. 2005         | «Ченстохова»           | IV                     | 9         | 6         | -                  | -                  | -                  | -                    | -                    | -                    | -             | -             | -             | 9      | 6      |
| Усього за «Ченстохову» | Усього за «Ченстохову» | Усього за «Ченстохову» | 24        | 11        |                    | -                  | -                  |                      | -                    | -                    |               | -             | -             | 24     | 11     |
| лют.-черв. 2005        | «Вісла» (Краків)       | I                      | 11        | 1         | КП                 | 4                  | 1                  | -                    | -                    | -                    | -             | -             | -             | 15     | 2      |
| 2005–06                | «Вісла» (Краків)       | I                      | 17        | 0         | КП                 | 2                  | 0                  | ЛЧ                   | 1                    | 0                    | -             | -             | -             | 20     | 0      |
| 2006–07                | «Вісла» (Краків)       | I                      | 23        | 2         | КП+КЛ              | 0+1                | 0+1                | КУЄФА                | 8                    | 0                    | -             | -             | -             | 32     | 3      |
| 2007–08                | «Боруссія» (Дортмунд)  | БЛ                     | 24        | 1         | КН                 | 3                  | 0                  | -                    | -                    | -                    | -             | -             | -             | 27     | 1      |
| 2008–09                | «Боруссія» (Дортмунд)  | БЛ                     | 27        | 3         | КН                 | 0                  | 0                  | КУЄФА                | 2                    | 0                    | -             | -             | -             | 29     | 3      |
| 2009–10                | «Боруссія» (Дортмунд)  | БЛ                     | 32        | 1         | КН                 | 2                  | 0                  | -                    | -                    | -                    | -             | -             | -             | 34     | 1      |
| 2010–11                | «Боруссія» (Дортмунд)  | БЛ                     | 29        | 3         | КН                 | 1                  | 0                  | ЛЄ                   | 7                    | 0                    | -             | -             | -             | 37     | 3      |
| 2011–12                | «Боруссія» (Дортмунд)  | БЛ                     | 29        | 6         | КН                 | 6                  | 0                  | ЛЧ                   | 5                    | 1                    | СН            | 0             | 0             | 40     | 7      |
| 2012–13                | «Боруссія» (Дортмунд)  | БЛ                     | 27        | 11        | КН                 | 3                  | 2                  | ЛЧ                   | 10                   | 1                    | СН            | 1             | 0             | 41     | 14     |
| 2013–14                | «Боруссія» (Дортмунд)  | БЛ                     | 16        | 2         | КН                 | 2                  | 0                  | ЛЧ                   | 6                    | 1                    | СН            | 1             | 0             | 25     | 3      |
| 2014–15                | «Боруссія» (Дортмунд)  | БЛ                     | 13        | 0         | КН                 | 4                  | 0                  | ЛЧ                   | 3                    | 0                    | СН            | 0             | 0             | 20     | 0      |
| Усього за «Боруссію»   | Усього за «Боруссію»   | Усього за «Боруссію»   | 197       | 27        |                    | 21                 | 2                  |                      | 33                   | 3                    |               | 2             | 0             | 252    | 32     |
| 2015–16                | «Фіорентіна»           | A                      | 15        | 2         | КІ                 | 0                  | 0                  | ЛЄ                   | 5                    | 0                    | -             | -             | -             | 20     | 2      |
| 2016–17                | «Вольфсбург»           | БЛ                     | 28        | 0         | КН                 | 2                  | 0                  | -                    | -                    | -                    | -             | -             | -             | 30     | 0      |
| 2017–18                | «Вольфсбург»           | БЛ                     | 9+2       | 1+0       | КН                 | 2                  | 0                  | -                    | -                    | -                    | -             | -             | -             | 13     | 1      |
| 2018-січ. 2019         | «Вольфсбург»           | БЛ                     | 1         | 0         | КН                 | 1                  | 0                  | -                    | -                    | -                    | -             | -             | -             | 2      | 0      |
| Усього за «Вольфсбург» | Усього за «Вольфсбург» | Усього за «Вольфсбург» | 38+2      | 1         |                    | 5                  | 0                  |                      | -                    | -                    |               | -             | -             | 45     | 1      |
| лют.-черв. 2019        | «Вісла» (Краків)       | ЕК                     | 8         | 5         | КП                 | 0                  | 0                  | -                    | -                    | -                    | -             | -             | -             | 8      | 5      |
| 2019–20                | «Вісла» (Краків)       | ЕК                     | 15        | 5         | КП                 | 0                  | 0                  | -                    | -                    | -                    | -             | -             | -             | 15     | 5      |
| Усього за «Віслу»      | Усього за «Віслу»      | Усього за «Віслу»      | 74        | 13        |                    | 7                  | 2                  |                      | 9                    | 0                    |               | -             | -             | 90     | 15     |
| Усього за кар'єру      | Усього за кар'єру      | Усього за кар'єру      | 337+2     | 48        |                    | 34                 | 4                  |                      | 47                   | 3                    |               | 2             | 0             | 433    | 59     |

### Статистика виступів за збірну
| Дата       | Місто                  | Господарі         | Результат               | Гості             | Турнір                               | Голи | Примітки   |
| ---------- | ---------------------- | ----------------- | ----------------------- | ----------------- | ------------------------------------ | ---- | ---------- |
| 28-3-2006  | Ер-Ріяд                | Саудівська Аравія | 1 – 2                   | Польща            | товариський матч                     | -    | 46'        |
| 2-9-2006   | Бидгощ                 | Польща            | 1 – 3                   | Фінляндія         | Відбір до ЧЄ 2008                    | -    | 46'        |
| 6-9-2006   | Варшава                | Польща            | 1 – 1                   | Сербія            | Відбір до ЧЄ 2008                    | -    | 73' 79'    |
| 7-10-2006  | Алмати                 | Казахстан         | 0 – 1                   | Польща            | Відбір до ЧЄ 2008                    | -    | 87'        |
| 11-10-2006 | Хожув                  | Польща            | 2 – 1                   | Португалія        | Відбір до ЧЄ 2008                    | -    | 65'        |
| 15-11-2006 | Брюссель               | Бельгія           | 0 – 1                   | Польща            | Відбір до ЧЄ 2008                    | -    | 58'        |
| 28-3-2007  | Кельці                 | Польща            | 1 – 0                   | Вірменія          | Відбір до ЧЄ 2008                    | -    |            |
| 2-6-2007   | Баку                   | Азербайджан       | 1 – 3                   | Польща            | Відбір до ЧЄ 2008                    | -    | 57'        |
| 6-6-2007   | Єреван                 | Вірменія          | 1 – 0                   | Польща            | Відбір до ЧЄ 2008                    | -    | 60'        |
| 22-8-2007  | Москва                 | Росія             | 2 – 2                   | Польща            | товариський матч                     | 1    |            |
| 8-9-2007   | Лісабон                | Португалія        | 2 – 2                   | Польща            | Відбір до ЧЄ 2008                    | -    |            |
| 12-9-2007  | Гельсінкі              | Фінляндія         | 0 – 0                   | Польща            | Відбір до ЧЄ 2008                    | -    | 89'        |
| 17-11-2007 | Хожув                  | Польща            | 2 – 0                   | Бельгія           | Відбір до ЧЄ 2008                    | -    | 46' 90+1'  |
| 20-8-2008  | Львів                  | Україна           | 1 – 0                   | Польща            | товариський матч                     | -    | 45+1' 56'  |
| 6-9-2008   | Вроцлав                | Польща            | 1 – 1                   | Словенія          | Відбір до ЧС 2010                    | -    |            |
| 10-9-2008  | Серравалле             | Сан-Марино        | 0 – 2                   | Польща            | Відбір до ЧС 2010                    | -    |            |
| 11-10-2008 | Хожув                  | Польща            | 2 – 1                   | Чехія             | Відбір до ЧС 2010                    | 1    |            |
| 15-10-2008 | Братислава             | Словаччина        | 2 – 1                   | Польща            | Відбір до ЧС 2010                    | -    |            |
| 19-11-2008 | Дублін                 | Ірландія          | 2 – 3                   | Польща            | товариський матч                     | -    | 46'        |
| 28-3-2009  | Белфаст                | Північна Ірландія | 3 – 2                   | Польща            | Відбір до ЧС 2010                    | -    | 60'        |
| 1-4-2009   | Кельці                 | Польща            | 10 – 0                  | Сан-Марино        | Відбір до ЧС 2010                    | -    | 71'        |
| 12-8-2009  | Бидгощ                 | Польща            | 2 – 0                   | Греція            | товариський матч                     | -    | 83'        |
| 5-9-2009   | Хожув                  | Польща            | 1 – 1                   | Північна Ірландія | Відбір до ЧС 2010                    | -    |            |
| 9-9-2009   | Марибор                | Словенія          | 3 – 0                   | Польща            | Відбір до ЧС 2010                    | -    | 39'        |
| 10-10-2009 | Прага                  | Чехія             | 2 – 0                   | Польща            | Відбір до ЧС 2010                    | -    | 67'        |
| 14-10-2009 | Хожув                  | Польща            | 0 – 1                   | Словаччина        | Відбір до ЧС 2010                    | -    |            |
| 14-11-2009 | Варшава                | Польща            | 0 – 1                   | Румунія           | товариський матч                     | -    | 80'        |
| 3-3-2010   | Варшава                | Польща            | 2 – 0                   | Болгарія          | товариський матч                     | 1    | 78'        |
| 29-5-2010  | Кельці                 | Польща            | 0 – 0                   | Фінляндія         | товариський матч                     | -    | 85'        |
| 2-6-2010   | Куфштайн               | Сербія            | 0 – 0                   | Польща            | товариський матч                     | -    | 89'        |
| 8-6-2010   | Мурсія                 | Іспанія           | 6 – 0                   | Польща            | товариський матч                     | -    | 82'        |
| 11-8-2010  | Щецин                  | Польща            | 0 – 3                   | Камерун           | товариський матч                     | -    |            |
| 4-9-2010   | Лодзь                  | Польща            | 1 – 1                   | Україна           | товариський матч                     | -    | 55' 84'    |
| 7-9-2010   | Краків                 | Польща            | 1 – 2                   | Австралія         | товариський матч                     | -    |            |
| 9-10-2010  | Чикаго                 | США               | 2 – 2                   | Польща            | товариський матч                     | 1    |            |
| 17-11-2010 | Познань                | Польща            | 3 – 1                   | Кот-д'Івуар       | товариський матч                     | -    | кап.       |
| 9-2-2011   | Фару                   | Польща            | 1 – 0                   | Норвегія          | товариський матч                     | -    | кап.       |
| 25-3-2011  | Каунас                 | Литва             | 2 – 0                   | Польща            | товариський матч                     | -    | кап.       |
| 29-3-2011  | Афіни                  | Греція            | 0 – 0                   | Польща            | товариський матч                     | -    | кап.       |
| 5-6-2011   | Варшава                | Польща            | 2 – 1                   | Аргентина         | товариський матч                     | -    | кап.       |
| 9-6-2011   | Варшава                | Польща            | 0 – 1                   | Франція           | товариський матч                     | -    | кап. 87'   |
| 10-8-2011  | Любін (Польща)         | Польща            | 1 – 0                   | Грузія            | товариський матч                     | 1    | кап. 90+2' |
| 2-9-2011   | Варшава                | Польща            | 1 – 1                   | Мексика           | товариський матч                     | -    | кап. 46'   |
| 6-9-2011   | Гданськ                | Польща            | 2 – 2                   | Німеччина         | товариський матч                     | 1    | кап. 90'   |
| 7-10-2011  | Сеул                   | Південна Корея    | 2 – 2                   | Польща            | товариський матч                     | 1    | кап. 86'   |
| 11-10-2011 | Вісбаден               | Польща            | 2 – 0                   | Білорусь          | товариський матч                     | 1    | кап.       |
| 11-11-2011 | Вроцлав                | Польща            | 0 – 2                   | Італія            | товариський матч                     | -    | кап.       |
| 15-11-2011 | Познань                | Польща            | 2 – 1                   | Угорщина          | товариський матч                     | -    | кап.       |
| 29-2-2012  | Варшава                | Польща            | 0 – 0                   | Португалія        | товариський матч                     | -    | кап. 90'   |
| 26-5-2012  | Клагенфурт-ам-Вертерзе | Польща            | 1 – 0                   | Словаччина        | товариський матч                     | -    | кап. 63'   |
| 2-6-2012   | Варшава                | Польща            | 4 – 0                   | Андорра           | товариський матч                     | 1    | кап.       |
| 8-6-2012   | Варшава                | Польща            | 1 – 1                   | Греція            | ЧЄ 2012 - 1-й етап                   | -    | кап.       |
| 12-6-2012  | Варшава                | Польща            | 1 – 1                   | Росія             | ЧЄ 2012 - 1-й етап                   | 1    | кап.       |
| 16-6-2012  | Вроцлав                | Чехія             | 1 – 0                   | Польща            | ЧЄ 2012 - 1-й етап                   | -    | кап. 87'   |
| 15-8-2012  | Таллінн                | Естонія           | 1 – 0                   | Польща            | товариський матч                     | -    | кап. 84'   |
| 7-9-2012   | Подгориця              | Чорногорія        | 2 – 2                   | Польща            | Відбір до ЧС 2014                    | 1    | кап.       |
| 11-9-2012  | Вроцлав                | Польща            | 2 – 0                   | Молдова           | Відбір до ЧС 2014                    | 1    | кап.       |
| 14-11-2012 | Гданськ                | Польща            | 1 – 3                   | Уругвай           | товариський матч                     | -    | 73'        |
| 6-2-2013   | Дублін                 | Ірландія          | 2 – 0                   | Польща            | товариський матч                     | -    | кап.       |
| 22-3-2013  | Варшава                | Польща            | 1 – 3                   | Україна           | Відбір до ЧС 2014                    | -    | кап.       |
| 7-6-2013   | Кишинів                | Молдова           | 1 – 1                   | Польща            | Відбір до ЧС 2014                    | 1    | кап.       |
| 14-8-2013  | Гданськ                | Польща            | 3 – 2                   | Данія             | товариський матч                     | -    | кап.       |
| 6-9-2013   | Варшава                | Польща            | 1 – 1                   | Чорногорія        | Відбір до ЧС 2014                    | -    | кап.       |
| 10-9-2013  | Серравалле             | Сан-Марино        | 1 – 5                   | Польща            | Відбір до ЧС 2014                    | 1    | кап. 72'   |
| 11-10-2013 | Харків                 | Україна           | 1 – 0                   | Польща            | Відбір до ЧС 2014                    | -    | кап.       |
| 15-10-2013 | Лондон                 | Англія            | 2 – 0                   | Польща            | Відбір до ЧС 2014                    | -    | кап.       |
| 15-11-2013 | Вроцлав                | Польща            | 0 – 2                   | Словаччина        | товариський матч                     | -    | кап.       |
| 19-11-2013 | Познань                | Польща            | 0 – 0                   | Ірландія          | товариський матч                     | -    | кап. 89'   |
| 13-6-2015  | Варшава                | Польща            | 4 – 0                   | Грузія            | Відбір до ЧЄ 2016                    | -    | 64'        |
| 16-6-2015  | Гданськ                | Польща            | 0 – 0                   | Греція            | товариський матч                     | -    | 16'        |
| 4-9-2015   | Франкфурт-на-Майні     | Німеччина         | 3 – 1                   | Польща            | Відбір до ЧЄ 2016                    | -    | 63'        |
| 7-9-2015   | Варшава                | Польща            | 8 – 1                   | Гібралтар         | Відбір до ЧЄ 2016                    | 1    | 62'        |
| 8-10-2015  | Глазго                 | Шотландія         | 2 – 2                   | Польща            | Відбір до ЧЄ 2016                    | -    | 83'        |
| 11-10-2015 | Варшава                | Польща            | 2 – 1                   | Ірландія          | Відбір до ЧЄ 2016                    | -    | 63'        |
| 13-11-2015 | Варшава                | Польща            | 4 – 2                   | Ісландія          | товариський матч                     | -    | 12'        |
| 23-3-2016  | Познань                | Польща            | 1 – 0                   | Сербія            | товариський матч                     | 1    |            |
| 26-3-2016  | Вроцлав                | Польща            | 5 – 0                   | Фінляндія         | товариський матч                     | -    | 86'        |
| 1-6-2016   | Гданськ                | Польща            | 1 – 2                   | Нідерланди        | товариський матч                     | -    | 46'        |
| 6-6-2016   | Вроцлав                | Польща            | 0 – 0                   | Литва             | товариський матч                     | -    | 74'        |
| 12-6-2016  | Ніцца                  | Польща            | 1 – 0                   | Північна Ірландія | ЧЄ 2016 - 1-й етап                   | -    | 80'        |
| 16-6-2016  | Сен-Дені               | Німеччина         | 0 – 0                   | Польща            | ЧЄ 2016 - 1-й етап                   | -    | 80'        |
| 21-6-2016  | Марсель                | Україна           | 0 – 1                   | Польща            | ЧЄ 2016 - 1-й етап                   | 1    | 46'        |
| 25-6-2016  | Сент-Етьєн             | Швейцарія         | 1 – 1 д.ч. (4 – 5 п.п.) | Польща            | ЧЄ 2016 - 1/8 фіналу                 | 1    |            |
| 30-6-2016  | Марсель                | Польща            | 1 – 1 д.ч. (3 – 5 п.п.) | Португалія        | ЧЄ 2016 - чвертьфінал                | -    |            |
| 4-9-2016   | Нур-Султан             | Казахстан         | 2 – 2                   | Польща            | Відбір до ЧС 2018                    | -    | кап.       |
| 8-10-2016  | Варшава                | Польща            | 3 – 2                   | Данія             | Відбір до ЧС 2018                    | -    | кап.       |
| 11-10-2016 | Варшава                | Польща            | 2 – 0                   | Вірменія          | Відбір до ЧС 2018                    | -    | кап.       |
| 11-11-2016 | Бухарест               | Румунія           | 0 – 3                   | Польща            | Відбір до ЧС 2018                    | -    | кап.       |
| 14-11-2016 | Вроцлав                | Польща            | 1 – 1                   | Словенія          | товариський матч                     | -    | 74'        |
| 26-3-2017  | Подгориця              | Чорногорія        | 1 – 2                   | Польща            | Відбір до ЧС 2018                    | -    | кап.       |
| 10-6-2017  | Варшава                | Польща            | 3 – 1                   | Румунія           | Відбір до ЧС 2018                    | -    | кап.       |
| 26-6-2017  | Копенгаген             | Данія             | 4 – 0                   | Польща            | Відбір до ЧС 2018                    | -    | кап.       |
| 4-9-2017   | Варшава                | Польща            | 3 – 0                   | Казахстан         | Відбір до ЧС 2018                    | -    | кап.       |
| 5-10-2017  | Єреван                 | Вірменія          | 1 – 6                   | Польща            | Відбір до ЧС 2018                    | 1    | кап.       |
| 8-10-2017  | Варшава                | Польща            | 4 – 2                   | Чорногорія        | Відбір до ЧС 2018                    | -    |            |
| 10-11-2017 | Варшава                | Польща            | 0 – 0                   | Уругвай           | товариський матч                     | -    | 75'        |
| 13-11-2017 | Гданськ                | Польща            | 0 – 1                   | Мексика           | товариський матч                     | -    | 76'        |
| 8-6-2018   | Познань                | Польща            | 2 – 2                   | Чилі              | товариський матч                     | -    |            |
| 12-6-2018  | Варшава                | Польща            | 4 – 0                   | Литва             | товариський матч                     | 1    | 70'        |
| 19-6-2018  | Москва                 | Польща            | 1 – 2                   | Сенегал           | ЧС 2018 - 1-й етап                   | -    | 46'        |
| 6-9-2018   | Болонья                | Італія            | 1 – 1                   | Польща            | Ліга націй УЄФА 2018-2019 - 1-й етап | -    | 18' - 80'  |
| 11-9-2018  | Вроцлав                | Польща            | 1 – 1                   | Ірландія          | товариський матч                     | -    | 81'        |
| 11-10-2018 | Хожув                  | Польща            | 2 – 3                   | Португалія        | Ліга націй УЄФА 2018-2019 - 1-й етап | 1    | 64'        |
| 14-10-2018 | Хожув                  | Польща            | 0 – 1                   | Італія            | Ліга націй УЄФА 2018-2019 - 1-й етап | -    | 46'        |
| 15-11-2018 | Гданськ                | Польща            | 0 – 1                   | Чехія             | товариський матч                     | -    | 63'        |
| 24-3-2019  | Варшава                | Польща            | 2 – 0                   | Латвія            | Відбір до ЧЄ 2020                    | -    | 62'        |
| 6-9-2019   | Любляна                | Словенія          | 2 – 0                   | Польща            | Відбір до ЧЄ 2020                    | -    | 70'        |
| 9-9-2019   | Варшава                | Польща            | 0 – 0                   | Австрія           | Відбір до ЧЄ 2020                    | -    | 58' 77'    |
| Усього     |                        | Матчів (2 місце)  | 108                     |                   | Голів (9 місце)                      | 21   |            |

## Титули і досягнення

### Командні
- Чемпіон Польщі (1):

«Вісла» (Краків): 2004-05
- Чемпіон Німеччини (2):

«Боруссія» (Дортмунд): 2010–11, 2011–12
- Володар Кубка Німеччини (1):

«Боруссія» (Дортмунд): 2011-12
- Володар Суперкубка Німеччини (3):

«Боруссія» (Дортмунд): 2008, 2013, 2014

### Особисті
- Найкращий польський футболіст року (2):

2008, 2010